# بني مكود (إغزران)
بني مكود هي إحدى مشيخات المملكة المغربية، تتبع جغرافيا لإقليم صفرو وإداريًا لإغزران. يقدر عدد سكانها بـ 886 نسمة حسب الإحصاء الرسمي للسكان والسكنى لسنة 2004.